# Blagodarnoye
Blagodarnoye (in armeno Բլագոդարնոյե?) è un comune di 243 abitanti (2001) della Provincia di Lori in Armenia.